# Definitely Maybe
Az 1994-es Definitely Maybe az Oasis együttes debütáló nagylemeze. Azonnali kereskedelmi és kritikai siker volt az Egyesült Királyságban, elsősorban a Supersonic, a Shakermaker és a Live Forever kislemezeknek köszönhetően.
Az album egyenes ment a brit albumlista élére. Minden idők leggyorsabban eladott debütáló nagylemeze volt az Egyesült Királyságban, ahol hétszeres platinalemez lett. A Definitely Maybe-vel az Oasis amerikai sikere is kezdetét vette, annak ellenére, hogy az album csak az 58. helyig jutott a Billboard 200-on. A lemez azóta világszerte több mint nyolcmillió példányban kelt el és széles körű kritikai sikert könyvelt el. Minden idők egyik legjobb rockalbumának tartják, több összeállításra felkerült. Szerepel az 1001 lemez, amit hallanod kell, mielőtt meghalsz című könyvben.

## Az album dalai
|     | Cím                   | Szerző(k)      | Hossz |
| --- | --------------------- | -------------- | ----- |
| 1.  | Rock 'n' Roll Star    | Noel Gallagher | 5:23  |
| 2.  | Shakermaker           | Gallagher      | 5:10  |
| 3.  | Live Forever          | Gallagher      | 4:38  |
| 4.  | Up in the Sky         | Gallagher      | 4:28  |
| 5.  | Columbia              | Gallagher      | 6:17  |
| 6.  | Supersonic            | Gallagher      | 4:44  |
| 7.  | Bring It on Down      | Gallagher      | 4:17  |
| 8.  | Cigarettes & Alcohol  | Gallagher      | 4:50  |
| 9.  | Digsy's Dinner        | Gallagher      | 2:32  |
| 10. | Slide Away            | Gallagher      | 6:32  |
| 11. | Married with Children | Gallagher      | 3:12  |

## Közreműködtek

### Oasis
- Liam Gallagher – ének, csörgődob
- Noel Gallagher – szólógitár, háttérvokál, producer, zongora
- Paul "Bonehead" Arthurs – ritmusgitár, zongora, producer
- Paul "Guigsy" McGuigan – basszusgitár (a basszusgitárt valójában Noel Gallagher-re rögzítették), producer
- Tony McCarroll – dob, producer

### További közreműködők
- Anthony Griffiths – háttérvokál a Supersonicon
- Mark Coyle – producer, a Supersonic és a Married with Children keverése, hangmérnök
- Owen Morris – producer, keverés
- Barry Grint – mastering az Abbey Road-on
- Dave Batchelor – a Slide Away producere
- Anjali Dutt – hangmérnök
- Dave Scott – hangmérnök, keverés
- Roy Spong – hangmérnök
- Brian Cannon for Microdot – borítóterv, design és művészeti vezető
- Michael Spencer Jones – fényképek

## Fordítás
Ez a szócikk részben vagy egészben a Definitely Maybe című angol Wikipédia-szócikk ezen változatának fordításán alapul.  Az eredeti cikk szerkesztőit annak laptörténete sorolja fel. Ez a jelzés csupán a megfogalmazás eredetét és a szerzői jogokat jelzi, nem szolgál a cikkben szereplő információk forrásmegjelöléseként.